# Борешница
Борешница (грч. Παλαίστρα, Палестра) је насеље у Грчкој у општини Лерин, периферија Западна Македонија. Према попису из 2021. био је 231 становник.
Македонски историчар Тодор Симовски, 1998. године наводи да је Борешница словенско насеље.

## Становништво
| Година       | 1951 | 1961 | 1971 | 1981 | 1991 | 2001 | 2011 |
| ------------ | ---- | ---- | ---- | ---- | ---- | ---- | ---- |
| Становништво | 638  | 600  | 421  | 381  | 337  | 336  | 289  |